# ミギー
ミギー（10月5日 - ）は、日本のイラストレーター・漫画家・同人作家。同人サークル「天羅万象」主宰。

## 人物
- 本人によると、ペンネームの由来は学生時代のあだ名でもあった『寄生獣』の登場キャラクター「ミギー」が由来[1]。
- イラストは主に透明水彩で描いている。
- 2019年に放送されたテレビアニメ『さらざんまい』にてキャラクター原案を担当、ほか、ノベライズなど関連書籍の表紙なども手掛け、2019年5月より『comicブースト』で連載中のコミカライズも担当している[2]。

## 主な作品

### 書籍

#### 漫画
- さらざんまい（原案：イクニラッパー、幻冬舎コミックス） - 2019年5月より『comicブースト』で不定期連載中のコミカライズ版
  - 1巻（2020年12月23日発売、ISBN 9784344847675）
  - 2巻（2022年05月24日発売、ISBN 9784344850446）

#### 画集
- 果ての天 青より遠く（2008年3月、ワニマガジン社）
- てのひらの青（2011年9月、徳間書店）

### キャラクターデザイン
- さらざんまい（キャラクター原案）

### イラスト提供

#### 小説の表紙・挿絵
- 甘栗と金貨とエルム（著：太田忠司、角川書店）
- 甘栗と戦車とシロノワール（著：太田忠司、角川書店）
- ウィズ・ドラゴン（原案・著：グループSNE、カラフル文庫）
- カラクリ荘の異人たち（著：霜島ケイ、GA文庫）
- 荒野の恋（著：桜庭一樹、ファミ通文庫）
- さよならペンギン（著：大西科学、ハヤカワ文庫）
- 山月記（著：中島敦、星海社）
- 新訳 クリスマス・キャロル（著：ディケンズ、集英社みらい文庫）
- 正しい魔女のつくりかた（著：アンナ・デイル、ハリネズミの本箱）
- チェリーブラッサム（著：山本文緒、角川つばさ文庫）
- トム・ソーヤの冒険（著：マーク・トウェイン、集英社みらい文庫）
- ナンシー・ドルー（著：キャロリン・キーン、創元推理文庫）
- フェンネル大陸 偽王伝（著：高里椎奈、講談社ノベルス）
- フェンネル大陸 真勇伝（著：高里椎奈、講談社ノベルス）
- 星をさがして（著：張間ミカ、トクマ・ノベルズEdge）
- 美波の事件簿シリーズ（著：谷原秋桜子、創元推理文庫）
- レンタルパパがやってきた!（文：小浜ユリ、毎日新聞・読んであげて）
- 小説版 さらざんまい 上巻（著：幾原邦彦・内海照子、幻冬舎、ISBN 978-4344844421）
- 小説版 さらざんまい 下巻（著：幾原邦彦・内海照子、幻冬舎、ISBN 978-4344844810）

#### 雑誌・カタログの表紙
- edith（まんだらけ）
- robot（ワニマガジン社）
- 季刊GELATIN（ワニマガジン社）
- 少年之國 第二号 表紙（飛鳥新社）
- S-Fマガジン 2014年6月号表紙（早川書房）
- コミックマーケット65カタログ表紙（2003年冬）

#### その他のイラスト提供
- ドラマCD・あらしのよるに（カバーイラスト）